# Winner Anacona
Winner Andrew Anacona Gómez (* 11. August 1988 in Coper, Boyacá) ist ein kolumbianischer Radrennfahrer.

## Sportliche Laufbahn
Winner Anacona wurde 2006 auf der Bahn kolumbianischer Junioren-Meister in der Mannschaftsverfolgung und im Punktefahren. Auf der Straße gewann er den Titel im Einzelzeitfahren.
Ancona gewann 2011 im Erwachsenenbereich eine Etappe des Giro Ciclistico d’Italia und erhielt anschließend 2012 einen Vertrag beim UCI ProTeam Lampre-ISD, für das er eine Etappe der Vuelta a España 2014 gewann. Zur Saison 2015 wechselte er zum Movistar Team, hauptsächlich als Helfer für seinen Landsmann Nairo Quintana. In dieser Zeit gewann er die Vuelta a San Juan Internacional 2019. 
Nach der Saison 2019 verließ Anacona zusammen mit Quintana Movistar und unterschrieb einen Vertrag beim Team Arkéa-Samsic. 2021 gewann er für das Team ein Tagesabschnitt der Mallorca Challenge. Nach drei Jahren im Team kehrte er nach der Saison 2022 nach Kolumbien zurück, wo er mit einem Verein weiter Rennen in seiner Heimat bestreitet.

## Erfolge
2006
- Kolumbianischer Junioren-Meister – Punktefahren, Mannschaftsverfolgung
- Kolumbianischer Junioren-Meister – Straßenrennen

2011
- eine Etappe Giro Ciclistico d’Italia

2014
- eine Etappe Vuelta a España

2019
- Gesamtwertung und eine Etappe Vuelta a San Juan Internacional

2021
- Trofeo Lloseta-Andratx

## Grand Tour-Platzierungen
| Grand Tour            | 2012 | 2013 | 2014 | 2015 | 2016 | 2017 | 2018 | 2019 | 2020 |
| --------------------- | ---- | ---- | ---- | ---- | ---- | ---- | ---- | ---- | ---- |
| Giro d’ItaliaGiro     | –    | –    | 62   | –    | –    | 25   | –    | –    | –    |
| Tour de FranceTour    | –    | –    | –    | 57   | 69   | –    | –    | –    | 66   |
| Vuelta a EspañaVuelta | 19   | 105  | 27   | –    | –    | –    | 69   | –    | –    |